# ولگرد (فیلم ۲۰۲۳)
ولگردها (به انگلیسی: The Strays) یک فیلم مهیج ترسناک به نویسندگی و کارگردانی ناتانیل مارتلو وایت محصول ۲۰۲۳ برتانیا است.

## داستان
داستان فیلم دربارهٔ یک زن سیاه‌پوست است که در انگلستان زندگی می‌کند.

## بازیگران
- اشلی مادکوه رر نقش شریل
- باکی باکری در نقش ابیگیل
- جوردن ماری در نقش ماروین
- ساموئل اسمال در نقش سباستین
- ماریا آلمیدا در نقش مری
- جاستین سالینجر در نقش ایان
- لوسی لیمان در نقش آماندا
- تام اندروز در نقش بری